# Josef Steinhäuser
Josef Steinhäuser (* 30. Oktober 1934; † 5. Oktober 2021 in Zülpich) war ein deutscher Orthopäde und Hochschullehrer. Sein Arbeitsgebiet war insbesondere die orthopädische Fußchirurgie. Die von ihm entwickelte Operationsmethode der Transnaviculo-lunaren Resektionsarthroplastik trägt als Steinhäuser-Operation seinen Namen.
Steinhäuser habilitierte sich 1971 an der Universität zu Köln und wurde 1975 zum außerplanmäßigen Professor ernannt. Weil der geschiedene Mediziner nicht geloben wollte, kein zweites Mal zu heiraten, platzte 1976 ein bereits vereinbartes Engagement als Chefarzt des neuerbauten katholischen St.-Josefs-Krankenhauses in Engelskirchen. 1978 wurde Steinhäuser Leitender Chefarzt der Orthopädischen Klinik im Krankenhaus Seepark in Langen-Debstedt. Er wechselte 1979 an die Kliniken Dr. Erler in Nürnberg und 1983 an das Kreiskrankenhaus Mechernich. Schließlich leitete er von 1994 bis 1999 die im Naemi-Wilke-Stift in Guben neu eingerichtete orthopädische Abteilung.
Steinhäuser verstarb nach langer, schwerer Krankheit und wurde am 21. Oktober 2021 in einer Urne auf dem Südfriedhof in Köln-Zollstock beigesetzt.

## Publikationen (Auswahl)
- Die Arthrodesen der Chopartschen Gelenklinie: Beiträge zur operativen Behandlung schwerer Fussdeformitäten im Erwachsenenalter. Stuttgart: Enke 1978, ISBN 978-3-432-89671-7.
- Zur „Verschiebeosteotomie“ in der Therapie großer jugendlicher Knochenzysten. Z. Orthop. Unfall. 119 (1981) Nr. 4, S. 331–335 doi:10.1055/s-2008-1051631.
- mit H. Posival: Doppelseitige Mondbeinnekrose – Ein Beitrag zur Pathogenese. Z. Orthop. Unfall. 120 (1982) Nr. 2, S. 151–157 doi:10.1055/s-2008-1051593.
- Die Korrekturosteotomien und Arthrodesen am Chopart-Gelenk. Stuttgart: Enke 2000, ISBN 978-3-13-118521-1.